# Gryazev-Shipunov GSh-6-23
Il Gryazev-Shipunov GSh-6-23 (in russo Грязев-Шипунов ГШ-6-23), conosciuto anche con il suo nome in codice 9-A-768, è un cannone rotante a sei canne rigate calibro 23 mm prodotto dall'Ufficio progettazione strumenti (ФГУП «Конструкторское бюро приборостроения»), caratterizzato da alta potenza (è in grado di sparare 10 000 colpi al minuto), che equipaggia alcuni moderni aeromobili di produzione russa.
Il GSh-6-23 differisce dalla maggior parte dei cannoni aeronautici a canne rotanti americani, per la messa in rotazione delle canne affidata al ricircolo dei gas espulsi dalla camera di combustione, senza ricorso a sistemi esterni,elettrici, idraulici o pneumatici. Le difficoltà ingegneristiche per produrre un cannone auto-alimentato a gas con tali regimi di rotazione furono elevatissime, ma i vantaggi che derivano dall'uso di questo sistema sono altrettanto notevoli: 
- Un minor carico sui sistemi di alimentazione dell'aereo, dato che il cannone è auto-alimentato.
- Raggiungimento dei valori massimi di rotazione in molto minor tempo rispetto ai cannoni alimentati da sistemi esterni.
- Minor tempo per la messa in moto delle canne, significativo vantaggio nei combattimenti aerei, nei quali il tempo per mettere a segno un colpo è molto breve.

Il GSh-6-23 spara munizioni russe AM23 23x115, che lo alimentano tramite caricatori a nastro o magazzini con munizioni sciolte. Il controllo di fuoco è elettrico e utilizza un sistema da 27v a corrente continua.
L'alto regime di fuoco del Gryazev-Shipunov GSH-6-23 esaurisce le munizioni molto velocemente; per esempio il MiG-31 (che carica al massimo 800 colpi) esaurisce una riserva di 260 colpi in meno di 2 secondi. Il Gryazev-Shipunov GSH-6-23 è montato sull'obsoleto Sukhoi Su-15 "Flagon", sul bombardiere tattico Sukhoi Su-24 "Fencer" e sul caccia intercettore MiG-31 "Foxhound"